# Schmerbach (Leichlingen)
Schmerbach, auch Schmerbachmühle, ist ein Wohnplatz und ehemalige Mühlenanlage in der Stadt Leichlingen (Rheinland) im Rheinisch-Bergischen Kreis.

## Lage und Beschreibung
Schmerbach liegt nordöstlich des Leichlinger Ortskerns auf der Leichlinger Hochfläche am Mittellauf des gleichnamigen Schmerbachs.
Nachbarorte sind Roderhof, Roderbirken, Buntenbach, Wachholder, Neuland, Hülstrung, Bergerhof, Weide, Bennert, Oberschmitte, Ellenbogen, Waltenrath, Bechlenberg, Pohligshof und Dierath.
Die Mühlenanlage steht unter Denkmalschutz.

## Geschichte
Schmerbach wurde erstmals im Jahr 1327 als in der Smerberg urkundlich erwähnt. Smer (ahd. Smero, mndd. smer) hat die Bedeutung Fett im Sinne von reichhaltig. Der heutige Ortsname weist auf die Lage der Siedlung am gleichnamigen Schmerbach hin. Im 18. Jahrhundert gehörte der Ort zum Kirchspiel Leichlingen im bergischen Amt Miselohe. Die Topographische Aufnahme der Rheinlande von 1824 verzeichnet den Ort als Schmerbacher M. Dieses Kartenwerk und die Preußische Uraufnahme von 1844 zeigen beide dort ein Mühlensymbol, letztere auch weitere Wohngebäude.
1815/16 lebten fünf Einwohner im Ort. 1832 gehörte Schmerbach der Bürgermeisterei Leichlingen an. Der laut der Statistik und Topographie des Regierungsbezirks Düsseldorf als Mühle kategorisierte Ort besaß zu dieser Zeit ein Wohnhaus, eine Mühle und ein landwirtschaftliches Gebäude. Zu dieser Zeit lebten sieben Einwohner im Ort, allesamt evangelischen Glaubens.
Im Gemeindelexikon für die Provinz Rheinland werden 1885 drei Wohnhäuser mit 16 Einwohnern angegeben. 1895 besitzt der Ort vier Wohnhäuser mit 18 Einwohnern, 1905 vier Wohnhäuser und 15 Einwohner.